# サンチョ4世 (ナバラ王)

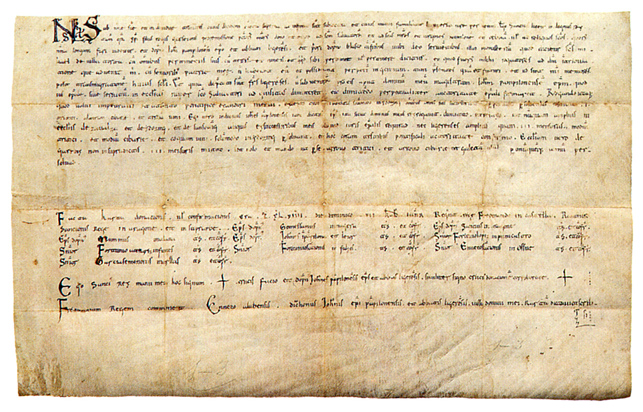
サンチョ・ガルセス4世が発行した特許状

サンチョ・ガルセス4世（スペイン語：Sancho Garcés IV, バスク語：Antso IV. a Gartzez, 1039年ごろ - 1076年6月4日）は、ナバラ王国の国王（在位：1054年 - 1076年）。暗殺された場所より、サンチョ・エル・デ・ペニャレン（スペイン語：Sancho el de Peñalén, バスク語：Antso Peñalengoa）と呼ばれる。ガルシア・サンチェス3世と妃エステファニアの長男で、アタプエルカの戦いで父が死去した後にナバラ王位を継承した。

## 生涯

### 治世
サンチョ・ガルセス4世はガルシア・サンチェス3世と妃エステファニアの長男である。父ガルシア・サンチェス3世はレオン王国との戦い（アタプエルカの戦い）において1054年9月1日に戦死した。サンチョ・ガルセスは14歳であったが、叔父レオン王フェルナンド1世の同意を得て、野営地の陣営で国王として公表された。サンチョ・ガルセスの母エステファニアは、1058年5月25日に亡くなるまで摂政を務めた。夫の方針に忠実であり続け、ナヘラのサンタ・マリア・ラ・レアル修道院を支援し続けた。
サンチョ・ガルセスが王位を継承してまもなく、王国西部の多くの領主がレオン王国側についた。ビスケー領主イニゴ・ロペスおよびパンコルボ領主サンチョ・フォルトゥネスのみがサンチョ・ガルセスに忠実であり続けた。1062年12月29日、サンチョ・ガルセスとフェルナンド1世は、隣接する国境を明確にする条約に署名した。フェルナンド1世はカスティーリャ全土の王として認められ、サンチョの支配権はリオハ、アラバ、ビスケー、そして暗黙的にギプスコアにおいて認められた。
王として、サンチョ・ガルセスはもう 1 人の叔父であるアラゴン王ラミロ1世から支援を受けた。「彼の友情、忠誠心、助け、枢密院」への感謝の気持ちから、サンチョ・ガルセスはラミロ1世にレルダ、ウンドゥエスおよびサングエサ城の所有権を与えた。これらの場所は、おそらく封土として、あるいは同様の取り決めで保持されたとみられる。1060年の初め、サンチョ・ガルセスはサラゴサ王アーマド・アル＝ムクタディルに圧力をかけ、年貢（パリア）の支払いを要求した。

### 戦争と暗殺
1065年以降サンチョ・ガルセスは、フェルナンド1世の息子サンチョ2世のために王国に昇格したカスティーリャと対立するようになった。その後、いわゆる三サンチョ戦争（1067年 - 1068年）が勃発した。数年前、サンチョ・ガルセスの父ガルシア・サンチェス3世は、ラ・ブレバやアルタ・リオハを含む一連の辺境領を保持することに成功していたが、これらの辺境領はフェルナンド1世も権利を主張していた。サンチョ2世は、自身の王国のためにこれらの土地を再征服しようと考えた。従兄弟カスティーリャ王サンチョ2世の侵略に直面したサンチョ・ガルセスは、もう一人の従兄弟であるアラゴン王サンチョ1世に支援を求めた。しかしナバラとアラゴンの軍は、カスティーリャ王サンチョ2世とその信頼を受けた最高司令官（アルフェレス）エル・シッドにより敗北を喫した。サンチョ・ガルセスはラ・ブレバ、アルタ・リオハ、アラバをカスティーリャ王サンチョ2世に奪われた。
1076年6月4日、サンチョ・ガルセスはペニャレン（フネス）において、弟のラモン・ガルセス（「兄弟殺し」）と妹のエルメシンダが主導する陰謀により暗殺された。計画していた狩猟の最中に、サンチョ・ガルセスは弟妹によって崖から落とされたのである。サンチョ・ガルセスが暗殺されると、ナバラ王国は侵略され、最終的にアラゴン王サンチョ1世およびサンチョ2世の弟で後継者のカスティーリャ王アルフォンソ6世の間で分割された。アルフォンソ6世はラ・リオハを占領し、はナバラで王位を宣言した。

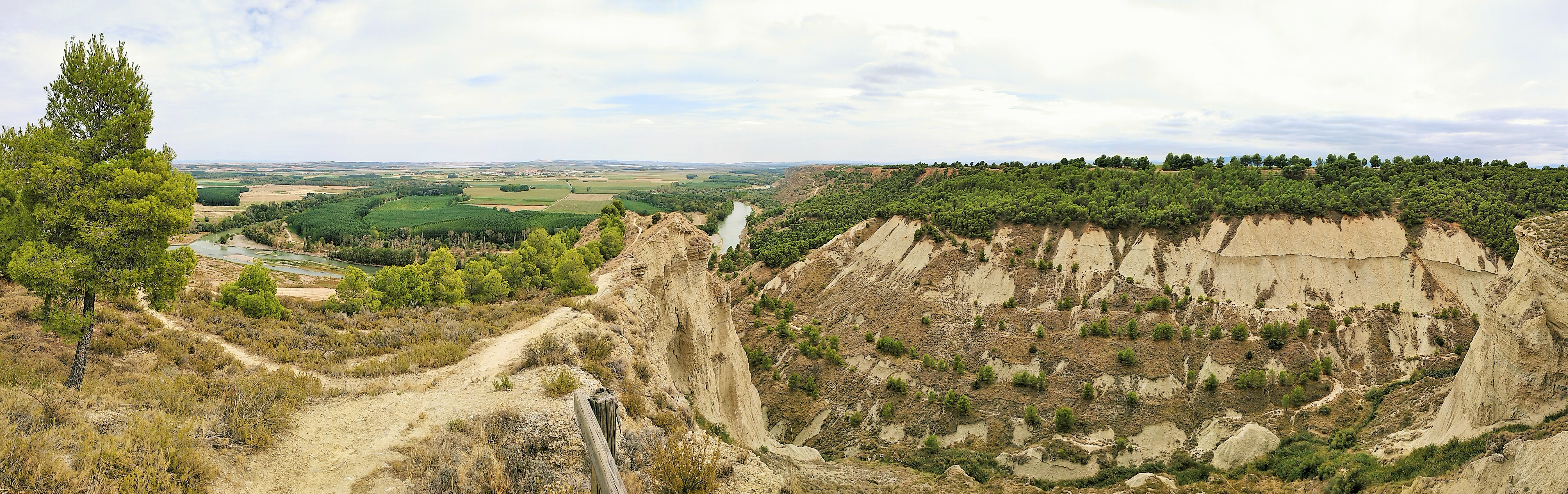
ペニャレンのサンチョ・ガルセスが暗殺された場所。左奥にアラゴン川とアルガ川の合流点がある。

## 結婚と子女
1068年にフランス出身の女性プラセンシア（1088年4月14日以降没）と結婚し、以下の男子をもうけた。
- ガルシア・サンチェス（1092年以降没） - アラゴン王サンチョ1世によりナバラ王位の継承から外された

また、ヒメナという名の愛妾との間に2人の庶子をもうけた。
- ライムンド・サンチェス - エスキロス領主
- ウラカ・サンチェス